# Liste der Biografien/Fae
Liste der Biografien |
Portal Biografien |
Personensuche
# |
A |
B |
C |
D |
E |
F |
G |
H |
I |
J |
K |
L |
M |
N |
O |
P |
Q |
R |
S |
T |
U |
V |
W |
X |
Y |
Z |
?
 
Fa |
Fe |
Ff |
Fh |
Fi |
Fj |
Fk |
Fl |
Fm |
Fn |
Fo |
Fr |
Ft |
Fu |
Fy
 
Faa |
Fab |
Fac |
Fad |
Fae |
Faf |
Fag |
Fah |
Fai |
Faj |
Fak |
Fal |
Fam |
Fan |
Fao |
Fap |
Faq |
Far |
Fas |
Fat |
Fau |
Fav |
Faw |
Fax |
Fay |
Faz
Die Liste der Biografien führt alle Personen auf, die in der deutschsprachigen Wikipedia einen Artikel haben. Dieses ist eine Teilliste mit 43 Einträgen von Personen, deren Namen mit den Buchstaben „Fae“ beginnt.

## Fae
- Faé, Emerse (* 1984), ivorischer Fußballspieler

### Faec
- Faecke, Peter (1940–2014), deutscher Schriftsteller und Verleger

### Faed
- Faed, John (1819–1902), schottischer Maler
- Faed, Thomas (1826–1900), britischer Maler des Realismus
- Faeder, Helmut (1935–2014), deutscher Fußballspieler

### Faeg
- Fægri, Knut (1909–2001), norwegischer Botaniker

### Faeh
- Faehlmann, Andreas (1898–1943), estnischer Segler
- Faehlmann, Friedrich Robert (1798–1850), estnischer Philologe
- Faehlmann, Georg (1895–1975), estnischer Segler
- Faehre, Wilhelm (1832–1869), preußischer Kreissekretär, vertretungsweise Landrat des Kreises Essen und zuletzt Bürgermeister

### Fael
- Faelligen, Gustav (1864–1942), preußischer Generalmajor

### Faen
- Faena, Alan (* 1963), argentinischer Hotelier und Immobilienentwickler
- Faenius Felix, Lucius, römischer Offizier (Kaiserzeit)
- Faenius Rufus, Lucius († 65), Prätorianerpräfekt zur Zeit Neros
- Faensen, Hubert (1928–2019), deutscher Kunsthistoriker, Verlagsleiter und Autor
- Faenza, Roberto (* 1943), italienischer Filmregisseur und Drehbuchautor

### Faer
- Faerber, Jörg (1929–2022), deutscher Dirigent und Orchestermanager
- Faerber, Meir Marcell (1908–1993), österreichisch-israelischer Schriftsteller
- Faerber, Peter (* 1953), österreichischer Film- und Theaterschauspieler sowie Synchronsprecher
- Faerber, Uwe (1924–2017), deutscher Musikwissenschaftler
- Faerch, Daeg (* 1995), amerikanischer FilmschauspielerDaeg Faerch (* 1995)

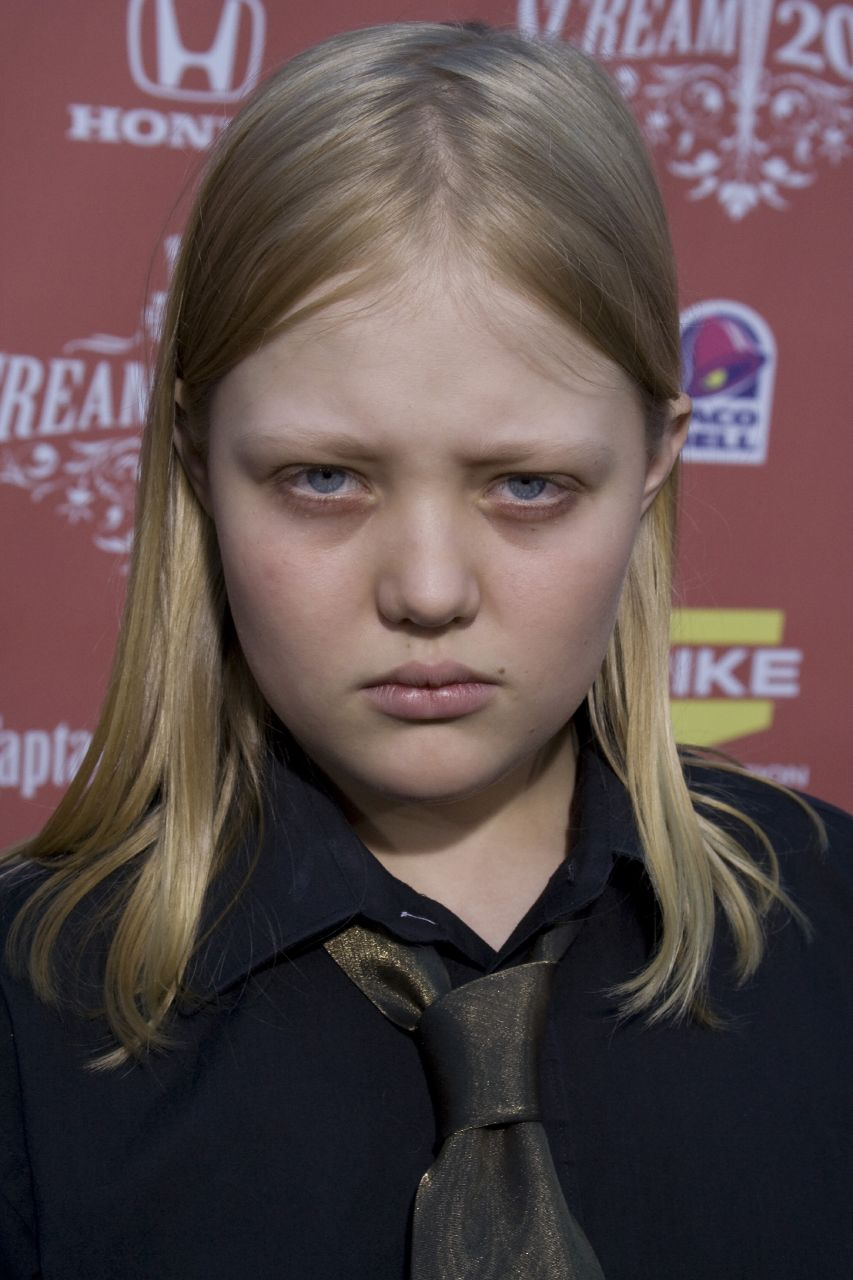
Daeg Faerch (* 1995)

- Færden, Else (* 1952), norwegische Schriftstellerin, Dramatikerin und Herausgeberin von Kinder- und Jugendliteratur
- Færge, Emma (* 2000), dänische Fußballspielerin
- Færstad, Harald (1889–1979), norwegischer Turner

### Faes
- Faes, Marianne, deutsche Sängerin
- Faes, Urs (* 1947), Schweizer Schriftsteller
- Faes, Wout (* 1998), belgischer Fußballspieler
- Faesch, Christoph (1611–1683), Schweizer Historiker
- Faesch, Isaak (1687–1758), Schweizer Kaufmann, Sklavenhändler, Offizier in fremden Diensten sowie Gouverneur der niederländischen Kolonien St. Eustatius und Curaçao
- Faesch, Johann Jakob (1732–1796), Schweizer Offizier in niederländischen Diensten, Kaufmann, Plantagenbesitzer in Suriname und Politiker
- Faesch, Johann Jakob (1752–1832), Schweizer evangelischer Geistlicher
- Faesch, Johannes (1779–1856), Schweizer Kaufmann und Bürgerworthalter
- Faesch, Jules (1833–1895), Schweizer Ingenieur
- Faesch, Lukas (* 1956), Schweizer Jurist und Politiker (LDP)
- Faesch, Remigius, Baumeister der Spätgotik
- Faesch, Remigius (1595–1667), Schweizer Jurist, dreimal Rektor der Universität Basel, Kunstsammler
- Faesch, Sebastian (1647–1712), Schweizer Jurist, zweimal Rektor der Universität Basel, Numismatiker
- Faesebeck, Ferdinand (1809–1900), deutscher Arzt und Prosektor
- Faeser, Nancy (* 1970), deutsche Politikerin (SPD), MdL, BundesinnenministerinNancy Faeser (* 1970)

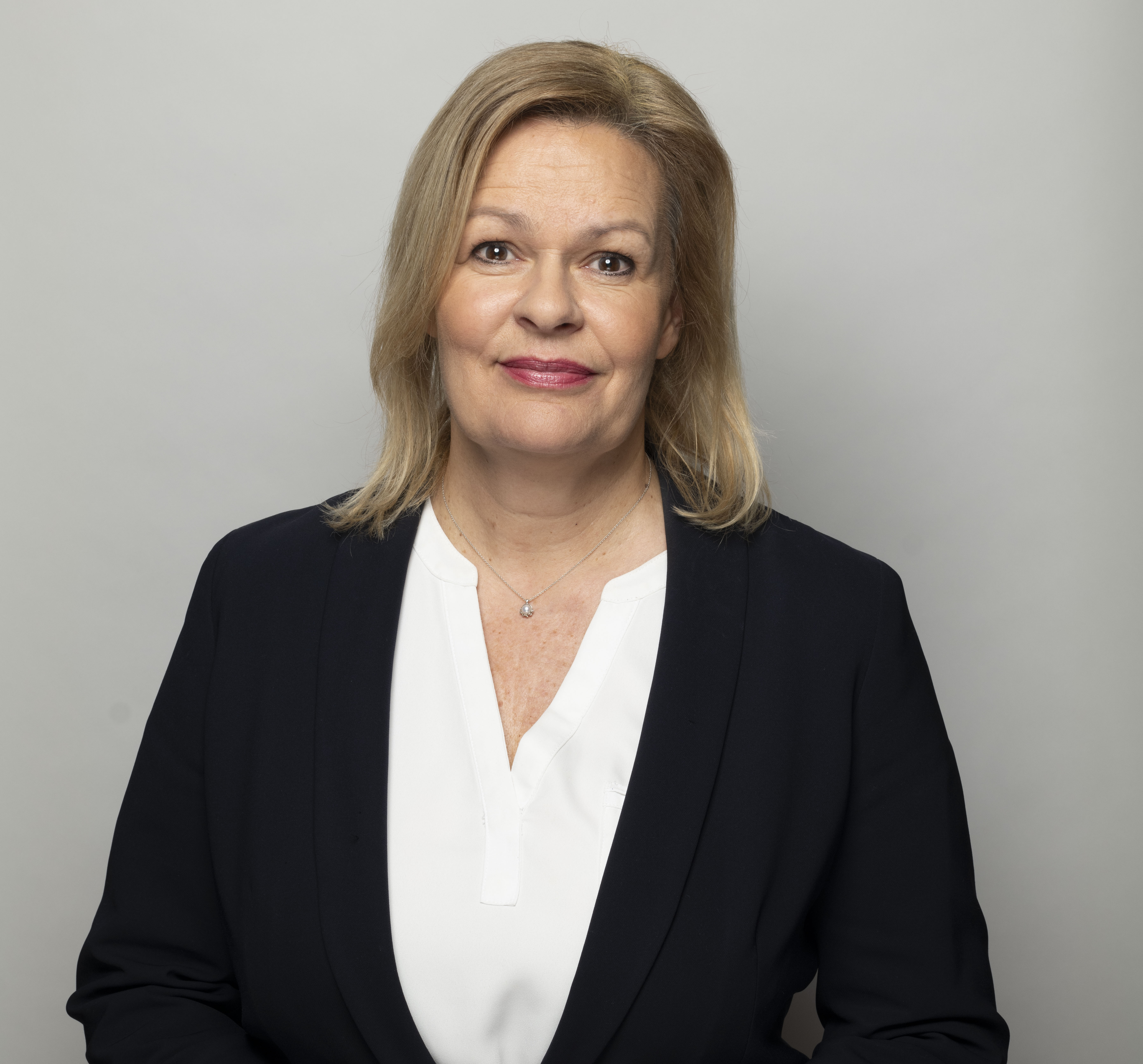
Nancy Faeser (* 1970)

- Faesi, Robert (1883–1972), Schweizer Germanist und Schriftsteller
- Faessler, Patricia (* 1974), Schweizer Schönheitskönigin, Miss Schweiz des Jahres 1993
- Fæste, Kristian (* 1990), dänischer Fußballspieler

### Faez
- Faez, Ali (* 1994), irakischer Fußballspieler